# Gustavo Montesano
Gustavo Montesano (Buenos Aires, 14 ottobre 1955) è un cantante, bassista e chitarrista argentino.
È noto per la militanza nel gruppo rock progressivo argentino dei Crucis e nel gruppo pop spagnolo degli Olé Olé. I suoi tratti distintivi a tempi dei Crucis erano la voce delicata ed il virtuosistico stile bassistico.

## Biografia

### Gli anni del conservatorio
Nel 1965 inizia gli studi di pianoforte, chitarra ed armonia; l'anno seguente forma il gruppo Energia Potable assieme al fratello Marcelo, di cui è cantante e chitarrista. La formazione esegue cover di brani di Rolling Stones, Cream, Creedence Clearwater Revival e Traffic. L'anno seguente entra al Conservatorio Nacional de Buenos Aires. Nel 1969 fonda i Consiguiendo Vida con il chitarrista Pino Marrone, il bassista José Luis Fernández ed il batterista Guillermo Conte. Con questo gruppo Montesano inizia a presentare composizioni proprie realizzate il coppia con Fernández.

### Gli anni del progressive
Nel 1974 forma con Fernández (basso e voce), Daniel Oil (tastiere) e Daniel "Topo" Frenkel (batteria) i Crucis. Montesano, che si occupa della chitarra e della voce, e Fernández danno vita a delle composizioni di rock sinfonico influenzate dalla Premiata Forneria Marconi, i Focus, i Genesis e gli Emerson, Lake & Palmer. A fine anno Oil e Fernández abbandonano il gruppo: Montesano passa al basso e chiama alla chitarra il vecchio compagno Pino Marrone. Questi a sua volta porta con sé il tastierista Anibal Kerpel. L'anno seguente avviene anche il cambio di batterista: fuori Frenkel e dentro l'uruguayano Gonzalo Farrugia, già batterista dei compatrioti Psiglo.
I Crucis riescono ad ottenere un contratto con la principale major argentina, la RCA. Incidono due dischi di personale rock progressivo con forti influenze sinfoniche: Crucis (1976) e Los delirios del Mariscal (1977). I Crucis diventano la formazione di punta del rock argentino, ma si sciolgono. Nello stesso anno Montesano si dedica alla realizzazione di un disco solista: Homenaje. Montesano canta, suona chitarra, tastiere, basso e viene accompagnato dagli ex Crucis e da altri artisti di punta della scena argentina come Charly García, Pedro Aznar, José Luis Fernández ed Alfredo Toth. Il disco è su alti livelli e presenta sonorità assai simili a quelle dei Crucis.

### Gli anni della new wave
Nel 1979, a causa del regime militare di Jorge Rafael Videla, si reca a New York e fonda gli Airport. Ritornato in Argentina fonda con Alejandro De Michele, noto cantante dei Pastoral, i Merlín, con i quali pubblica nel 1980 un disco di raffinato pop. A completare la formazione troviamo Roberto Villacé alle tastiere, Daniel Columbres alla batteria e Gustavo Donés al basso.
L'anno seguente fonda i Montesano, dove canta e suona la chitarra, con il fratello Marcelo alle tastiere, Fernando Ortega al basso, Ricardo Giles alla batteria e Marina Olmi ai cori. La musica del gruppo è fortemente influenzata dalla new wave e, per ammissione dello stesso Montesano, dagli Ultravox, la cui musica il cantante conobbe durante un soggiorno a Londra dove ebbe modo di incontrare Midge Ure. A causa del look assai goth, il gruppo viene spesso invitato in spettacoli televisivi suscitando interesse.

### Gli anni del pop
L'anno seguente viene convocato in Spagna dal produttore Jorge Álvarez per unirsi ad un nascente gruppo, gli Olé Olé, in qualità di chitarrista e compositore. La permanenza nel gruppo dura dieci anni, durante i quali collabora con altri artisti (per esempio suona la chitarra in ¿Dónde está el país de las hadas? dei Mecano). Nel 1986 produce un singolo di tre pezzi di un gruppo chiamato Paraíso Perdido, mentre nel 1987 scopre gli Héroes del Silencio, dei quali produce le prime due incisioni. Negli anni seguenti produsse anche i El fantastico hombre, i Bala, i Malas artes, i Primate ed il cantante canario Alcides.

### Gli anni della sintesi
Nel 1998 Álvarez gli propone di realizzare un disco di composizioni di Beethoven, Mozart, Ravel o Vivaldi. arrangiate in stile flamenco con la chitarra accompagnata dalla Royal Philharmonic Orchestra. L'album è pronto per il 2000 e viene distribuito in vari paesi (per esempio in Germania ottiene un buon riscontro). Nello stesso anno inizia a lavorare su un nuovo disco solista, che uscirà nel 2003: Soul & Soil, un lavoro strumentale di musica new age.

## Discografia

### Crucis
- Crucis (1976)
- Los delirios del Mariscal (1977)

### Gustavo Montesano
- Homenaje (1977)
- Fantasia flamenca (2000)
- Tango adagio "Remixes" (EP, 2001)
- Soul & Soil (2003)

### Montesano
- El pasillo (1982)

### Merlín
- Merlín (1980)

### Olé Olé
- Olé Olé (1983)
- Voy a mil (1984)
- Bailando sin salir de casa (1986)
- Los caballeros las prefieren rubias (1987)
- Cuatro hombres para Eva (1988)
- 1990 (1990)
- Olé Olé (1990) (Versione inglese di 1990)
- Al descubierto (1992)